# Nedeczky Gáspár (főjegyző)
Dunanedeczei és lábatlani Nedeczky Gáspár Menyhért Boldizsár (Komárom, 1775. december 30. – Kolozsvár, 1839. július 1.) megyei főjegyző, Nedeczky Gáspár plébános apja.

## Élete
A dunanedeczei és lábatlani Nedeczky család sarja. Dunanedeczei és lábatlani Nedeczky Ferenc (1742-1814) földbirtokos és gyerkényi Pyber Zsófia (1751-1819) fia. A jogi tudományokban kitűnő jártassággal bírt, szerette a bölcseletet és beszélt magyarul, németül, latinul és franciául. 1802-től 1810-ig Komárom megye aljegyzője, 1817-ig csallóközi főbíró, 1819-ben főjegyző volt. 1823-ban Nádasdy Ferenc gróf váci püspök kinevezte jog- és jószágigazgatónak. 1830. július végén Kolozsvárra utazván, meghalt.
Bölcseleti munkát írt és ezt, Toldy Ferenc szerint, bírálatra benyújtotta az akkor alakult Magyar Tudományos Akadémiához. (Kézirati töredéke megvan a családi levéltárban)

## Házassága és leszármazottjai
Nagysallón, 1807. február 5.-én vette feleségül nemes Rainprecht Jozefa (1782-1855) kisasszonyt, nemes Reinpracht Ignác (1749 - 1816) és ordódi és rozsonmiticzi Ordódy Zsófia (1759 - 1825) lányát, aki 10 gyermekkel áldotta meg.
- dunanedeczei és lábatlani Nedeczky Kálmán (1810-1890),Komárom vm. - i főjegyző (1844-1848).
- dunanedeczei és lábatlani Nedeczky Flóris (1812-1900), ügyvéd, honvéd százados (1849), hercegprimási uradalmi ügyész.
- dunanedeczei és lábatlani Nedeczky Károly (1813-1857), Esztergom vm. jegyzője, a primási uradalom ügyésze.
- dunanedeczei és lábatlani Nedeczky Sándor (1816-1900), 1848-as nemzetőr százados, törvényszéki ülnök Győrben (1860).
- dunanedeczei és lábatlani Nedeczky Matild (1818-1846)
- dunanedeczei és lábatlani Nedeczky Gáspár (1822-1893) dömösi plébános, a Nedeczky család kutatója, összeállítója.
- dunanedeczei és lábatlani Nedeczky András (1821-1827)
- dunanedeczei és lábatlani Nedeczky Jozefa (1808- † ?)
- dunanedeczei és lábatlani Nedeczky Sándor (1814- † ?)
- dunanedeczei és lábatlani Nedeczky Eugénia (1815- † ?)